# Death-doom
Genres dérivés
Metal gothique, funeral doom metal
Le death-doom, parfois écrit death/doom, deathdoom ou doomdeath, est un sous-genre musical extrême du heavy metal. Il se caractérise par un tempo lent et d'une atmosphère et humeur pessimistes dérivées du doom metal, accompagnés de grunts et d'un double kick dérivé du death metal. Le genre émerge au milieu des années 1980, se popularise modérément pendant les années 1990, et s'efface peu à peu au début du XXIe siècle.

## Histoire
Le genre death-doom émerge au milieu des années 1980 lorsque des groupes tels que Dream Death se lancent dans un mélange de doom metal traditionnel avec des éléments sonores issus des scènes thrash et death metal. Les premiers groupes à faire comme tel sont Paradise Lost, My Dying Bride et Anathema (également connus sous le nom de Peaceville Three), qui mêlent des chansons de Celtic Frost et Candlemass à des chants féminins, aux claviers et, dans le cas de My Dying Bride, des violons. Ce type de musique peut être entendu dans des groupes comme Within Temptation, Lacuna Coil, The Gathering, Celestial Season et Saturnus,.
Le terme de death-doom semble moins se populariser dès la fin de la décennie du fait que ces groupes aient abandonné le style et adopté une direction musicale différente et plus accessible. Cependant, le style persiste sous le nom de funeral doom, un genre qui lui est largement associé ayant émergé au milieu des années 1990, et incarné en particulier par des groupes finlandais comme Thergothon, Unholy et Skepticism.

## Groupes notables
Les groupes notables de death-doom et de funeral doom incluent Amorphis,, Anathema,, Asphyx, Autopsy, Beyond Dawn, Celestial Season, Corrupted,, Daylight Dies,, Demenzia, diSEMBOWELMENT,,, Draconian, Esoteric, Evoken, Forest Stream, The Gathering,, Incantation, Katatonia,, Morgion,,, My Dying Bride,,, Necare, Novembers Doom,, Opera IX, Orphaned Land, Paradise Lost,,, Paramaecium, Rapture, Runemagick, Saturnus, Skepticism,, Swallow the Sun, Thergothon,, The Third and the Mortal, Thorr's Hammer, Unearthly Trance, Unholy, et Winter,,.